# Lista över fornlämningar i Enköpings kommun (Teda)
Lista över fornlämningar i Enköpings kommun (Teda) är en förteckning av ett urval av de fornlämningar som finns i Teda i Enköpings kommun.
| Namn      | Lämningstyp                 | Tillkomsttid | Historisk indelning | Plats | Läge                 | ID-nr          | Bild                                 |
| --------- | --------------------------- | ------------ | ------------------- | ----- | -------------------- | -------------- | ------------------------------------ |
| Teda 2:1  | Hällristning                |              | Teda, Uppland       |       | 59.579283, 16.954260 | 10027300020001 | Ladda upp en bild av detta fornminne |
| Teda 3:1  | Hällristning                |              | Teda, Uppland       |       | 59.579896, 16.956515 | 10027300030001 | Ladda upp en bild av detta fornminne |
| Teda 5:1  | Gravfält                    |              | Teda, Uppland       |       | 59.580883, 16.952246 | 10027300050001 | Ladda upp en bild av detta fornminne |
| Teda 6:1  | Hällristning                |              | Teda, Uppland       |       | 59.582689, 16.949932 | 10027300060001 | Ladda upp en bild av detta fornminne |
| Teda 7:1  | Gravfält                    |              | Teda, Uppland       |       | 59.580594, 16.949872 | 10027300070001 | Ladda upp en bild av detta fornminne |
| Teda 8:1  | Stensättning                |              | Teda, Uppland       |       | 59.582445, 16.948927 | 10027300080001 | Ladda upp en bild av detta fornminne |
| Teda 8:2  | Stensättning                |              | Teda, Uppland       |       | 59.582337, 16.948943 | 10027300080002 | Ladda upp en bild av detta fornminne |
| Teda 8:3  | Stensättning                |              | Teda, Uppland       |       | 59.582410, 16.949192 | 10027300080003 | Ladda upp en bild av detta fornminne |
| Teda 9:1  | Gravfält                    |              | Teda, Uppland       |       | 59.576886, 16.951250 | 10027300090001 | Ladda upp en bild av detta fornminne |
| Teda 10:1 | Hällristning                |              | Teda, Uppland       |       | 59.574600, 16.946537 | 10027300100001 | Ladda upp en bild av detta fornminne |
| Teda 11:1 | Gravfält                    |              | Teda, Uppland       |       | 59.573833, 16.942405 | 10027300110001 | Ladda upp en bild av detta fornminne |
| Teda 12:1 | Stensättning                |              | Teda, Uppland       |       | 59.574647, 16.940531 | 10027300120001 | Ladda upp en bild av detta fornminne |
| Teda 12:2 | Stensättning                |              | Teda, Uppland       |       | 59.574611, 16.940945 | 10027300120002 | Ladda upp en bild av detta fornminne |
| Teda 13:1 | Gravfält                    |              | Teda, Uppland       |       | 59.581264, 16.945743 | 10027300130001 | Ladda upp en bild av detta fornminne |
| Teda 14:1 | Gravfält                    |              | Teda, Uppland       |       | 59.587460, 16.939321 | 10027300140001 | Ladda upp en bild av detta fornminne |
| Teda 16:1 | Stensättning                |              | Teda, Uppland       |       | 59.590766, 16.960772 | 10027300160001 | Ladda upp en bild av detta fornminne |
| Teda 17:1 | Stensättning                |              | Teda, Uppland       |       | 59.592962, 16.952942 | 10027300170001 | Ladda upp en bild av detta fornminne |
| Teda 18:1 | Grav- och boplatsområde     |              | Teda, Uppland       |       | 59.595436, 16.913397 | 10027300180001 | Ladda upp en bild av detta fornminne |
| Teda 19:1 | Röse                        |              | Teda, Uppland       |       | 59.575075, 16.921361 | 10027300190001 | Ladda upp en bild av detta fornminne |
| Teda 20:1 | Stensättning                |              | Teda, Uppland       |       | 59.572167, 16.917721 | 10027300200001 | Ladda upp en bild av detta fornminne |
| Teda 20:2 | Stensättning                |              | Teda, Uppland       |       | 59.572116, 16.917285 | 10027300200002 | Ladda upp en bild av detta fornminne |
| Teda 21:1 | Röse                        |              | Teda, Uppland       |       | 59.574715, 16.913729 | 10027300210001 | Ladda upp en bild av detta fornminne |
| Teda 22:1 | Stensättning                |              | Teda, Uppland       |       | 59.588110, 16.901994 | 10027300220001 | Ladda upp en bild av detta fornminne |
| Teda 22:2 | Stensättning                |              | Teda, Uppland       |       | 59.588436, 16.901535 | 10027300220002 | Ladda upp en bild av detta fornminne |
| Teda 24:1 | Stensättning                |              | Teda, Uppland       |       | 59.596701, 16.902848 | 10027300240001 | Ladda upp en bild av detta fornminne |
| Teda 25:1 | Stensättning                |              | Teda, Uppland       |       | 59.601296, 16.905987 | 10027300250001 | Ladda upp en bild av detta fornminne |
| Teda 26:1 | Hällristning                |              | Teda, Uppland       |       | 59.595278, 16.915689 | 10027300260001 | Ladda upp en bild av detta fornminne |
| Teda 26:2 | Grav markerad av sten/block |              | Teda, Uppland       |       | 59.595362, 16.915715 | 10027300260002 | Ladda upp en bild av detta fornminne |
| Teda 27:1 | Stensättning                |              | Teda, Uppland       |       | 59.595861, 16.919891 | 10027300270001 | Ladda upp en bild av detta fornminne |
| Teda 29:1 | Gravfält                    |              | Teda, Uppland       |       | 59.592049, 16.928545 | 10027300290001 | Ladda upp en bild av detta fornminne |
| Teda 32:1 | Stensättning                |              | Teda, Uppland       |       | 59.586391, 16.937897 | 10027300320001 | Ladda upp en bild av detta fornminne |
| Teda 32:2 | Stensättning                |              | Teda, Uppland       |       | 59.586383, 16.937709 | 10027300320002 | Ladda upp en bild av detta fornminne |
| Teda 35:1 | Husgrund, historisk tid     |              | Teda, Uppland       |       | 59.589185, 16.969809 | 10027300350001 | Ladda upp en bild av detta fornminne |
| Teda 36:1 | Stensättning                |              | Teda, Uppland       |       | 59.575105, 16.941910 | 10027300360001 | Ladda upp en bild av detta fornminne |
| Teda 37:1 | Hög                         |              | Teda, Uppland       |       | 59.572408, 16.941107 | 10027300370001 | Ladda upp en bild av detta fornminne |
| Teda 42:1 | Stensättning                |              | Teda, Uppland       |       | 59.575513, 16.935871 | 10027300420001 | Ladda upp en bild av detta fornminne |
| Teda 45:1 | Röse                        |              | Teda, Uppland       |       | 59.599682, 16.900855 | 10027300450001 | Ladda upp en bild av detta fornminne |
| Teda 48:1 | Hällristning                |              | Teda, Uppland       |       | 59.591864, 16.905507 | 10027300480001 | Ladda upp en bild av detta fornminne |